# Chicani
Chicani es una comunidad semirrural del municipio de La Paz, Bolivia. Colinda con las zonas de Irpavi II y con el Río Irpavi. La zona se caracteriza por la producción agropecuaria y también zona turística. Chicani mantiene sus costumbres a pesar de estar muy cerca de zonas residenciales. El nombre de Chicani proviene de chicat que significa equilibrio. Chicani cuenta con cerca a 4000 habitantes y su fiesta es el 31 de julio.